# 雄县各级文物保护单位列表
以下为河北省保定市雄县各级文物保护单位列表。

## 河北省文物保护单位
| 陈子正故居 | V—5—41 |  | 1905年 | 保定市雄县昝岗镇李林庄村 |  |